# Théâtre Alsacien de Strasbourg

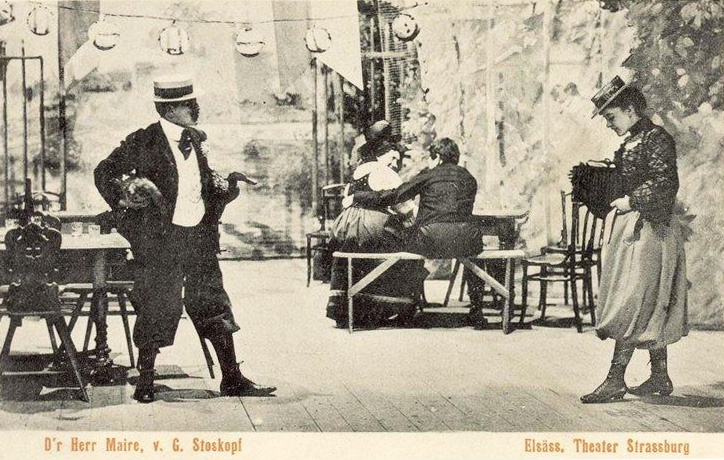
D'r Herr Maire, 1908

Das Théâtre Alsacien de Strasbourg (elsässisch Elsässischs Theater Strossburi) ist ein Theaterverein in Strasbourg in Frankreich, der Theaterstücke in elsässischer Mundart aufführt. Er wurde 1898 gegründet.

## Geschichte
1898 wurde der Verein Elsässisch's Theater in Straßburg gegründet, das in jener Zeit zum Deutschen Reich gehörte. Er wollte durch Theateraufführungen zum Erhalt und der Verbreitung des elsässischen Dialekt beitragen. Die erste Aufführung war D'r Herr Maire (Der Herr Bürgermeister) von Gustave Stoskopf, das dieser erst kurz zuvor geschrieben hatte. Gespielt wurde meist im Théâtre d'Union (Union-Theater), ab 1904 vor allem im Stadttheater  in Straßburg.
Nach dem Übergang des Elsass an Frankreich 1919 änderten sich die äußeren Rahmenbedingungen. Einerseits waren auch einige elsässischsprachige Schauspieler  von den Repressionen gegen die deutschsprachige Bevölkerung betroffen, einige zogen in die Schweiz oder nach Deutschland. Andererseits konnte das Ensemble weiterspielen und sogar eine Verfilmung von D'r Herr Maire inszenieren.
Auch in den folgenden Jahrzehnten gab es weiter elsässischsprachige Aufführungen, obwohl die Zahl der Muttersprachler, die diese Sprache noch verstehen, kontinuierlich abnimmt.
2023/2024 gibt es etwa 20 Aufführungen, die weiter im ehemaligen Stadttheater, der jetzigen Oper in Strasbourg gegeben werden.